# Celia Arena
Celia Isabel Arena (Santa Fe de la Vera Cruz, 17 de diciembre de 1964) es una política, militante y dirigente peronista argentina, que ocupa el cargo de Diputada de la Provincia de Santa Fe desde el 10 de diciembre de 2023. Fue la primera ministra de Igualdad, Género y Diversidad de la Provincia de Santa Fe.

## Biografía
Arena nació en la ciudad de Sastre, provincia de Santa Fe, el 17 de diciembre de 1964 y vivió su niñez y adolescencia en San Justo. Realizó sus estudios primarios y secundarios en la ciudad de San Justo.
Comenzó a militar a los 19 años cuando ingresó a la Universidad Nacional del Litoral (UNL) en la misma agrupación de la que Omar Perotti fue presidente del centro de estudiantes.

## Trayectoria Profesional
Su trayectoria se encuentra vinculada a la acción social, promoción comunitaria, prevención de la discriminación y derechos de las mujeres, diplomacia parlamentaria, actividad legislativa y actualmente está a cargo de las carteras de gobierno, justicia y derechos humanos.
Fue funcionaria en los gobiernos de Carlos Reutemann. Asumió el cargo de Coordinadora de Subsecretarías y Direcciones Provinciales de la Secretaría de Estado de Promoción Comunitaria del Gobierno de la Provincia de Santa Fe desde 1991 a 1995. A partir de ese año y hasta 1999 se desempeñó como Asesora en la Honorable Cámara de Senadores de la Provincia de Santa Fe. Durante los dos años posteriores fue Representante del Instituto Nacional contra la Discriminación -INADI- del Departamento San Justo. Ocupó durante el año 2000 el cargo de Directora Provincial de Acción Social dependiente de la Secretaría de Estado de Promoción Comunitaria del Gobierno de la Provincia de Santa Fe. En el año 2001 se desempeñó como Directora Provincial del Menor, la Mujer y la Familia, también dependiente de la misma cartera, cargo que ocupó hasta 2003 cuando fue nombrada como Secretaria de Estado de promoción comunitaria. Durante esos años fue la Representante de la Provincia de Santa Fe en el Consejo Nacional de la Mujer.[cita requerida]
Fue electa como Diputada de la Nación en 2009 y se desempeñó como Vicepresidenta de la Comisión de Familia, Mujer Niñez y Adolescencia en la Cámara Baja del Congreso de la Nación. Como Diputada Nacional (2009-2013) impulsó diversos proyectos de ley vinculados a la tipificación de distintas formas de violencia de género, modificaciones en el Código Penal sobre ampliación de agravantes para casos de abusos sexuales, medidas de protección para denunciantes, ampliación del acceso a la Asignación Universal por Hijo y políticas de protección a niños y adolescentes.[cita requerida]
En 2014 fue nombrada como Directora de la Delegación Argentina del Parlamento Latinoamericano y Eurolat del Congreso de la Nación, hasta el año 2016. Desde ese año se desempeñó como Jefa de Asesores del entonces Senador Nacional Omar Perotti.
A partir de diciembre de 2019 forma parte del Gabinete del Gobierno de la Provincia de Santa Fe. En primera instancia como Secretaria de Estado de Igualdad y Género, y tras la creación del Ministerio de Igualdad, Género y Diversidad por decisión del Gobernador Omar Perotti, se desempeñó como titular de esa cartera.
Desde diciembre de 2021 hasta diciembre de 2023 Arena se desempeño como Ministra de Gobierno, Justicia y Derechos Humanos del Gobierno de la Provincia de Santa Fe. Es la primera mujer en la historia de la Provincia en asumir ese cargo.